# Lewistown (Missouri)
Lewistown è un comune degli Stati Uniti d'America, situato nello Stato del Missouri, nella contea di Lewis.